# Родомакина, Николь Игоревна
Николь Игоревна Родомакина (род. 14 февраля 1993 года в Чапаевске) — российская легкоатлетка. Чемпионка летних Паралимпийских игр 2012 года в Лондоне в прыжках в длину. Многократная чемпионка мира и России. Заслуженный мастер спорта России.

## Биография
Николь родилась 14 февраля 1993 года в городе Чапаевске Самарской области. Родители также занимались легкой атлетикой. По состоянию на 2013 год, является студенткой Самарского Государственного университета. Начала заниматься легкой атлетикой в ДЮСШ «Старт» в городе Чапаевске. С первых дней и по настоящее время тренируется под руководством Владимира Степановича Спирина. Первые успехи пришли к Николь ещё в школьные годы, когда она победила на Чемпионате России и вошла в состав сборной страны. В 2008 году принимала участие на Паралимписких играх в Пекине в беге на 100 и 200 метров. В 2009 году впервые стала чемпионкой мира. На Паралимпийских играх 2012 года в Лондоне стала победителем в прыжках в длину и серебряным призёром в беге на 100 метров. В августе 2013 года вновь стала чемпионкой мира, победив в прыжках в длину.

## Награды
- Орден Дружбы (10 сентября 2012 года) — за большой вклад в развитие физической культуры и спорта, высокие спортивные достижения на XIV Паралимпийских летних играх 2012 года в городе Лондоне (Великобритания)[1].